# Strasburgeriaceae
Strasburgeriaceae je malá čeleď vyšších dvouděložných rostlin z řádu Crossosomatales. Zahrnuje jen 2 druhy stromů ve 2 rodech a je rozšířena na Novém Zélandu a na Nové Kaledonii.

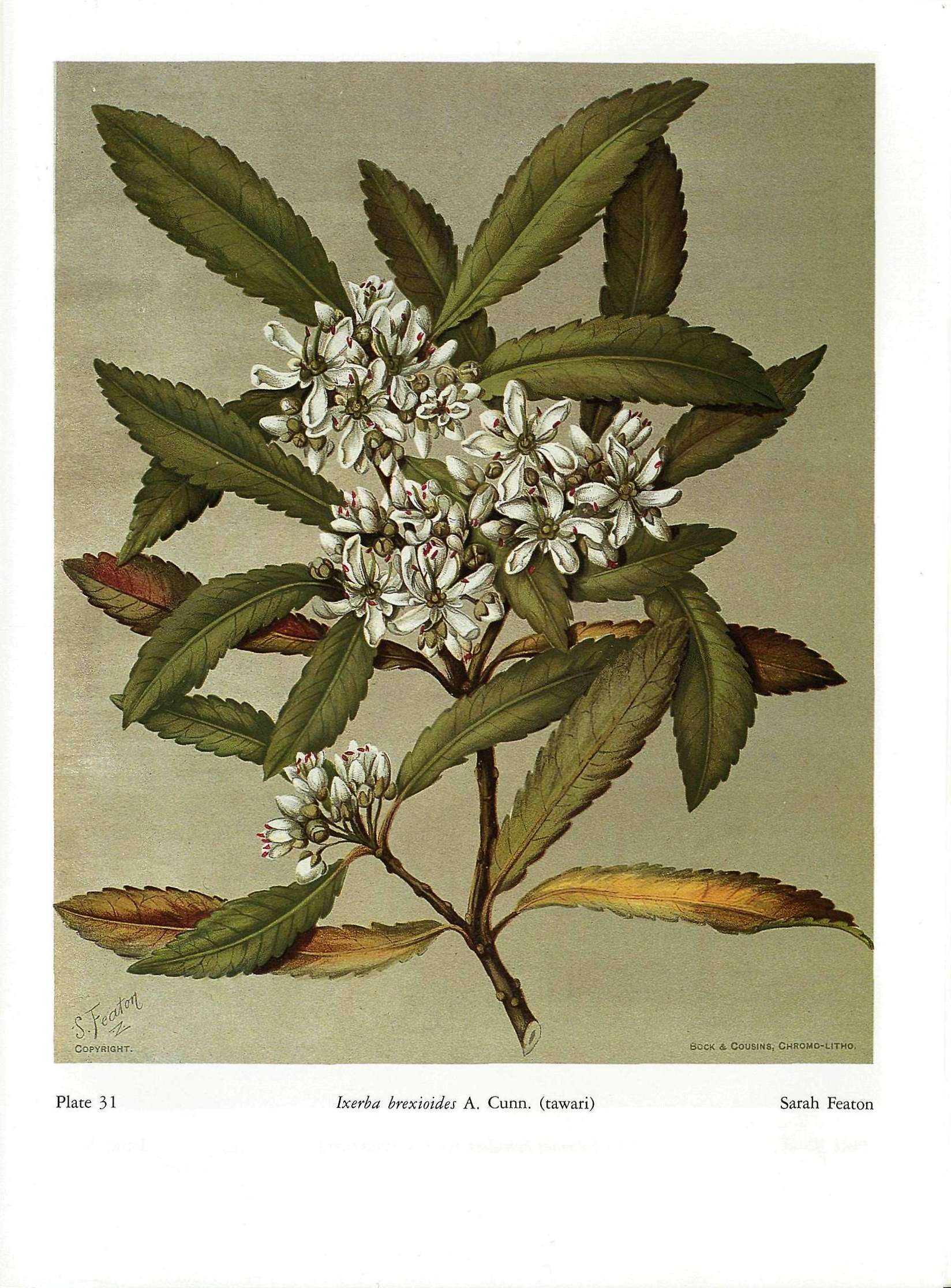
Ilustrace Ixerba brexioides

## Popis
Zástupci čeledi Strasburgeriaceae jsou stromy s jednoduchými střídavými, vstřícnými nebo přeslenitými listy bez palistů nebo s intrapetiolárními palisty. Čepel listů je na okraji zubatá, se zpeřenou žilnatinou. Květy jsou jednotlivé úžlabní nebo v latách. Kalich je 5-četný a na bázi srostlý (Ixerba) nebo je tvořený 8 až 10 volnými dužnatými a za plodu vytrvalými lístky (Strasburgeria). Koruna je 5-četná, volná. Tyčinek je 5 (Ixerba) nebo 10 a jsou volné, navzájem nesrostlé. Semeník je svrchní, srostlý z 5 plodolistů, s jedinou čnělkou. V každém plodolistu jsou 2 vajíčka. Plodem je tobolka nebo bobule.

## Rozšíření
Čeleď zahrnuje jen 2 druhy ve dvou monotypických rodech. Strasburgeria calliantha roste na Nové Kaledonii, Ixerba brexioides je endemit severního ostrova Nového Zélandu.

## Taxonomie
V klasickém Tachtadžjanově systému byly oba rody řazeny do monotypických čeledí. Čeleď Strasburgeriaceae byla řazena do řádu Ochnales v rámci nadřádu Theanae, zatímco Ixerbaceae do řádu Brexiales v nadřádu Celastranae.
Nejblíže příbuznou větví je podle kladogramů APG čeleď Geissolomataceae.

## Přehled rodů
Ixerba, Strasburgeria